# Céline Bon
Pour les articles homonymes, voir Bon.
Céline Bon, née en 1983, est une paléogénéticienne et anthropologue française, maître de conférence au Muséum national d'histoire naturelle, à Paris. Elle est spécialisée dans l'analyse de l'ADN ancien présent dans les fossiles.

## Biographie

### Formation
Céline Bon fréquente l’école normale supérieure de Cachan, où elle obtient une agrégation en sciences de la vie et de la Terre. Elle effectue ensuite son doctorat au Commissariat à l’énergie atomique, où elle se consacre à l'analyse génétique des restes animaux de la grotte Chauvet-Pont d’Arc. Elle séquence le génome mitochondrial de l’Ours des cavernes et date la disparition de celui-ci à 30 000 ans. Elle parvient à étudier le génome de l'espèce et son alimentation par une nouvelle méthode d’analyse des coprolithes.

### Carrière
Céline Bon effectue ensuite un post-doctorat de génomique évolutive au laboratoire Dyogen de l’École normale supérieure de la rue d’Ulm,.
Elle fait partie du laboratoire d'écoanthropologie et ethnobiologie du Muséum national d'histoire naturelle, où elle travaille sur la caractérisation de la diversité génétique en Asie centrale méridionale durant la Protohistoire.